# اسکات آتران
اسکات آتران (انگلیسی: Scott Atran؛ زادهٔ ۶ فوریهٔ ۱۹۵۲) دانشمند در زمینه انسان‌شناسی و قوم‌نگاری اهل ایالات متحده آمریکا است.